# Drew McIntyre
Andrew McLean Galloway IV (sinh ngày 6 tháng 6 năm 1985) là một đô vật người Scotland. Anh hiện đang kí hợp đồng với WWE, nơi anh biểu diễn trên thương hiệu Raw dưới tên võ đài là Drew McIntyre.
McIntyre hai lần giành WWE Championship, một lần NXT Championship, một lần Intercontinental Championship và hai lần giành đai WWE Raw Tag Team Championship. Ngoài WWE, anh cũng từng biểu diễn dưới tên Drew Galloway từ 2001—2007 và từ 2014—2017, đáng chú ý là tại Total Nonstop Action Wrestling (TNA), nơi anh một lần vô địch TNA World Heavyweight Championship và một lần Impact Grand Champion. Anh cũng thi đấu độc lập cho Independent circuit. Anh hai lần giành ICW World Heavyweight Championship, một lần Evolve Championship, một lần Open the Freedom Gate Championship, hai lần Evolve Tag Team Championship và một lần WCPW Championship.
Galloway đã trở lại WWE vào tháng 4 năm 2017 và tham gia chương trình NXT, lần đầu tiên đấu tại NXT TakeOver:Orlando. Anh cũng từng vô địch NXT Championship tại NXT TakeOver Brocklyn III, trở thành người đàn ông đầu tiên giành được một đai vô địch thế giới ngay sau khi trở lại một sự kiện TakeOver và trở thành đô vật đầu tiên thua sau khi được chuyển lên dàn sao chính. Khi trở lại dàn sao chính năm 2018, anh giành Raw Tag Team Championship với Dolph Ziggler, là người chiến thắng Royal Rumble nam 2020 và đánh bại Brock Lesnar để giành đai WWE Champion trong đêm 2 WrestleMania 36. Anh là nhà vô địch thế giới người Anh và người gốc Scotland đầu tiên thi đấu cho WWE và là nhà vô địch Triple Crown thứ 31.

## Thời niên thiếu
Andrew McLean Galloway IV sinh ra ở Ayr vào ngày 6 tháng 6 năm 1985. Anh lớn lên ở Prestwick, một nơi gần đó, và tại đây anh theo học Học viện Prestwick. Khi còn nhỏ, anh đã được mọi người chú ý vì khả năng chơi bóng đá chuyên nghiệp. Anh chơi cho câu lạc bộ trẻ Prestwick Boys, và thường ở vị trí phòng thủ, trước khi tập trung cho đấu vật; anh coi Bret Hart là đô vật chuyên nghiệp yêu thích của mình. Khi 10 tuổi, Galloway đọc một tạp chí tên X Factor, tập trung vào các thuyết âm mưu và những câu chuyện ma; điều này khiến anh viết một lá thư gửi cho FBI theo Đạo luật Tự đó Thông tin, và được FBI phản hồi lại khi gửi cho anh một số hồ sơ và tài liệu. Anh bắt đầu tập luyện đấu vật khi 15 tuổi, cha mẹ anh cũng ủng hộ miễn là anh tập trung tối đa cho việc học của mình. Anh đồng ý, và được nhận bằng thạc sỹ chuyên ngành tội phạm học từ Đại học Glasgow Caledonian.

## Sự nghiệp đấu vật

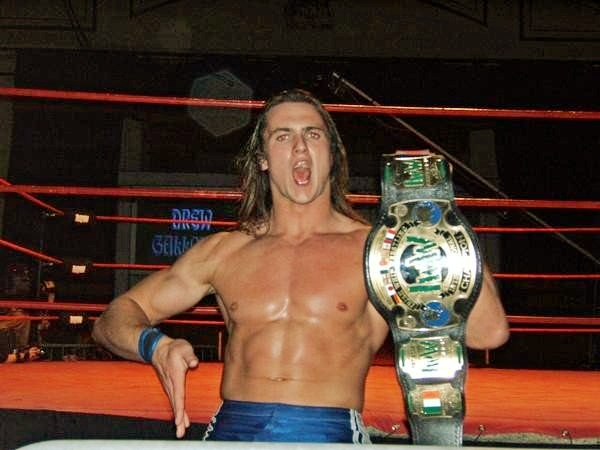
ㅤㅤㅤㅤㅤㅤㅤㅤㅤ

### Trở lại WWE

#### Nhà vô địch WWE (2020—2021)
Vào đầu năm 2020, McIntyre khởi đầu với một chuỗi bất bại, đồng thời thề sẽ thắng trận Royal Rumble nam sắp tới và sẽ lần đầu trở thành nhà vô địch thế giới. Royal Rumble diễn ra vào ngày 26 tháng 1, McIntyre đã thắng trận Royal Rumble khi loại người trụ lại sau cuối Roman Reigns, giành một suất tranh đai tại WrestleMania 36. Trong trận đấu, McIntyre loại 6 đối thủ, bao gồm cả nhà vô địch WWE Brock Lesnar. Raw đêm hôm sau, McIntyre thông báo anh chọn thách đấu Lesnar tranh đai vô địch WWE tại WrestleMania 36, qua đó trở thành chính diện trong quá trình này. Tại sự kiện chính WrestleMania 36, anh đánh bại Lesnar để trở thành nhà vô địch WWE.
McIntyre bảo vệ thành công đai vô địch lần đầu trước Big Show, vào đêm hôm sau trong Raw, trước khi chuyển sang mối thù với Seth Rollins, dẫn đến trận tranh đai giữa hai người tại Money in the Bank, mà McIntyre thắng. Trong Raw ngày 18 tháng 5, McIntyre thù Bobby Lashley bắt đầu khi Lashley và MVP theo dõi trận đấu của anh từ sân khấu. Tại Backlash, anh bảo toàn đai trước Lashley cũng như trước Dolph Ziggler tại The Horrow show at Extreme Rules. McIntyre sau đó vẫn giữ đai trước Randy Orton, lần đầu tại SummerSlam trong trận đấu đơn, và lần thứ hai tại Clash of Champions trong trận đấu xe cứu thương. Raw đêm hôm sau, McIntyre thách đấu công khai tranh đai WWE, và được Robert Roode — mới trở lại, chấp nhận và đánh bại McIntyre. Trong SmackDown ngày 9 tháng 10, McIntyre là lựa chọn draft số 1, và vẫn ở lại Raw. Tại Hell in a Cell ngày 25 tháng 10, McIntyre thua Orton trong trận tranh đai WWE theo thể thức Hell in a Cell, qua đó chấm dứt 202 ngày anh giữ đai.
Trong Raw ngày 16 tháng 1, McIntyre đã giành lại đai vô địch WWE sau khi đánh bại Randy Orton trong trận không luật phạm quy, không countdown, và đối mặt với nhà vô địch Toàn cầu Roman Reigns tại Survivor Series trong trận chiến giữa các nhà vô địch, nhưng thua trận đấu do sự can thiệp từ Jey Uso. Anh tiếp tục bảo vệ đai thành công trước AJ Styles và The Miz — kẻ đã cướp vali Money in the Bank kể từ TLC: Tables, Ladders & Chairs (2020). Trong Raw ngày 4 tháng 1, sau khi bảo toàn đai trước Keith Lee, Goldberg bất ngờ trở lại và thách đấu anh tranh đai vô địch WWE tại Royal Rumble, anh chấp nhận vào tuần sau. Tại Royal Rumble, McIntyre đánh bại Goldberg. Trong Raw ngày 1 tháng 2, khi anh đang kể lại trận thắng của mình trước Goldberg, Edge — người thắng trận Royal Rumble nam 2021, bất ngờ xuất hiện và người bạn Sheamus chen ngang. Anh sau đó bị Sheamus phản bội, khi anh ta tung đòn "Brogue Kick" vào anh. McIntyre tuyên bố Sheamus có thể đấu với anh bất cứ lúc nào để tránh đai vô địch WWE. Ngày 8 tháng 2 trong Raw, McIntyre được thông báo sẽ tham gia trận đấu loại trực tiếp tranh đai vô địch WWE, cùng Randy Orton, Sheamus, Jeff Hardy, AJ Styles, và The Miz tại sự kiện Elimination Chamber. Cuối đêm đó, anh gặp Orton trong trận đấu không tranh đai, nhưng đã thua theo luật phạm quy do Sheamus can thiệp và vô tình tung "Brogue Kick" vào Orton. McIntyre sau đó tung "Claymore Kick" với Sheamus. Vào ngày 21 tháng 2, tại Elimination Chamber, McIntyre bảo toàn đai trong trận cùng tên. Sau trận đấu, Bobby Lashley tung "Spears" vào McIntyre, The Miz xuất hiện, kích hoạt bản hợp đồng Money in the Bank để giành đai vô địch, chấm dứt 97 ngày (WWE công nhận 96 ngày) anh giữ đai.
Tại WrestleMania 37, McIntyre thách đấu Bobby Lashley tranh đai WWE nhưng không thành công do MVP can thiệp. Tại WrestleMania Backlash, McIntyre tiếp tục thách đấu Lashley trong trận đấu Triple Threat Match để tranh đai, gồm cả Braun Strowman, nhưng một lần nữa thất bại. Raw ngày 31 tháng 5, McIntyre bắt đầu trở thành phản diện khi anh trêu chọc Kofi Kingston vì không đánh bại được Brock Lesnar, điều mà Drew đã làm tại WrestleMania 36, nhưng vẫn thể hiện sự tôn trọng với Kingston khi bắt tay anh ta sau khi thắng trận đấu để có cơ hội tranh đai WWE Championship với Bobby Lashley tại Hell in a Cell. Trận đấu này theo thể thức cùng tên, và thêm quy định nếu McIntyre thua, anh sẽ không còn cơ hội tranh đai với Bobby khi anh ta vẫn còn giữ đai. Tại Hell in a Cell, McIntyre một lần nữa thất bại trước Lashley, do có sự can thiệp từ MVP.

#### Nhiều mối thù (2021—nay)
Sau đó, McIntyre thất bại trong trận vòng loại thang thép Money in the Bank khi thua Riddle tại Raw ngày 21 tháng 6, nhưng cũng trong Raw ngày 28 tháng 6, anh đã giành được cơ hội cuối cùng tham gia trận đấu Money in the Bank khi đánh bại Riddle và AJ Styles. Tại sự kiện này, McIntyre không thể thắng trận đấu do bị Jinder Mahal, Veer, và Shanky tấn công. Trong mối thù này, anh đặt tên cho thanh gươm Claymore của mình là "Angela" (đặt theo tên mẹ anh). Trên các phương tiện truyền thông xã hội của WWE đăng tin rằng McIntyre sẽ đối mặt với Mahal tại SummerSlam. Vào ngày 16 tháng 8 trong Raw, McIntyre đánh bại Veer và Shanky, qua đó cấm họ lảng vảng ngoài võ đài trong trận đấu của anh tại SummerSlam. Tại sự kiện này, McIntyre đánh bại Mahal.
Đêm tiếp theo sau SummerSlam anh cùng Damien Priest đánh bại Bobby Lashley và Sheamus trong một trận đồng đội. Tuần sau, McIntyre thách đấu Damian Priest tranh đai United State Champion. Một trận đấu diễn ra trong cùng đêm đó, McIntyre đấu với Priest và Sheamus trong trận Triple Threat Match tranh đai vô địch, nhưng McIntyre đã thua Priest. Trong Raw ngày 6 tháng 9, McIntyre thua Sheamus trong một trận đấu và mất cơ hội tranh đai United States Championship tại Extreme Rules. Trong Raw ngày 27 tháng 9, anh trở lại sau vài tuần vắng mặt, đối đầu Nhà vô địch WWE Big E sau khi E bảo toàn đai trong trận đấu trước đó với Lashley.
Tại Draft 2021, McIntyre được chuyển sang thương hiệu SmackDown. Tại Crown Jewel, McIntyre chạm trán Big E tranh đai WWE Championship, nhưng không giành được đai.

## Truyền thông

### Video games
McIntyre là một nhân vật trong các trò chơi điện tử WWE SmackDown vs Raw 2011, WWE 12, WWE 13 (DLC), WWE 2K14, WWE 2K15, WWE 2K16, WWE 2K17, WWE 2K18 (DLC), WWE 2K19, WWE 2K20 và WWE 2K Battlegrounds.

### Sách
Ngày 22 tháng 4 năm 2021, cuốn sách đầu tay của Galloway, A Chosen Destiny: My Story được phát hành.

## Cuộc sống cá nhân
Galloway đính hôn với đô vật chuyên nghiệp người Mỹ Taryn Terrell vào tháng 7 năm 2009, họ kết hôn tại Las Vegas vào tháng 5 năm 2010. Cả hai ly dị vào tháng 5 năm 2011. Galloway kết hôn với Kaitlyn Frohnapfel vào ngày 10 tháng 12 năm 2016 và họ cư trú tại Tampa, Florida.
Galloway là cổ động viên của đội bóng Scotland Rangers FC. Mẹ anh, bà Angela, đã mất vào ngày 3 tháng 11 năm 2012 ở tuổi 51.
Vào ngày 11 tháng 1 năm 2021, Galloway được WWE thông báo rằng anh có kết quả xét nghiệm dương tính với COVID-19 nhưng đã sớm bình phục.

## Chức vô địch và danh hiệu
- British Championship Wrestling

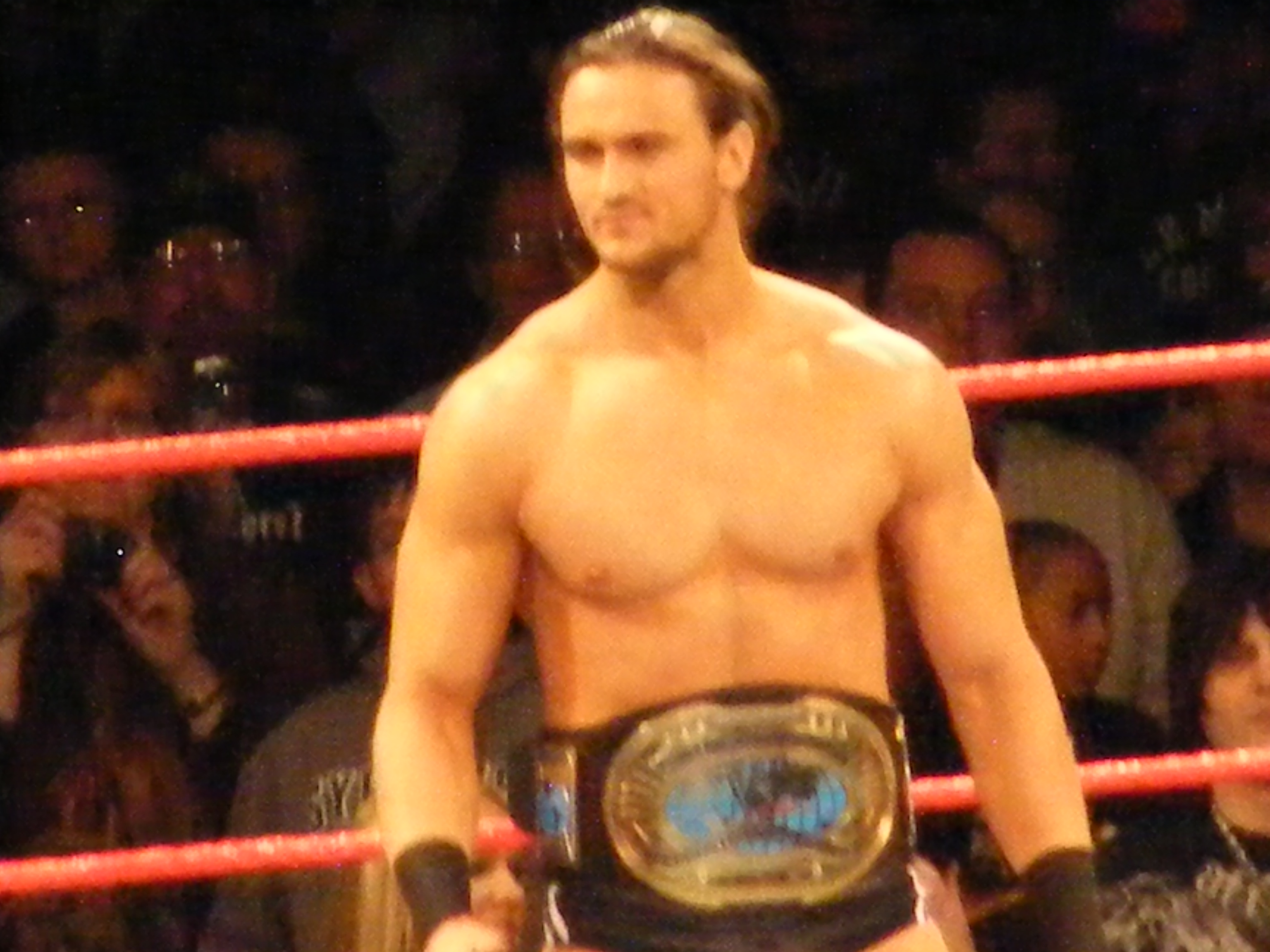
Anh giành được đai vô địch đầu tiên trong sự nghiệp, WWE Intercontinental Championship

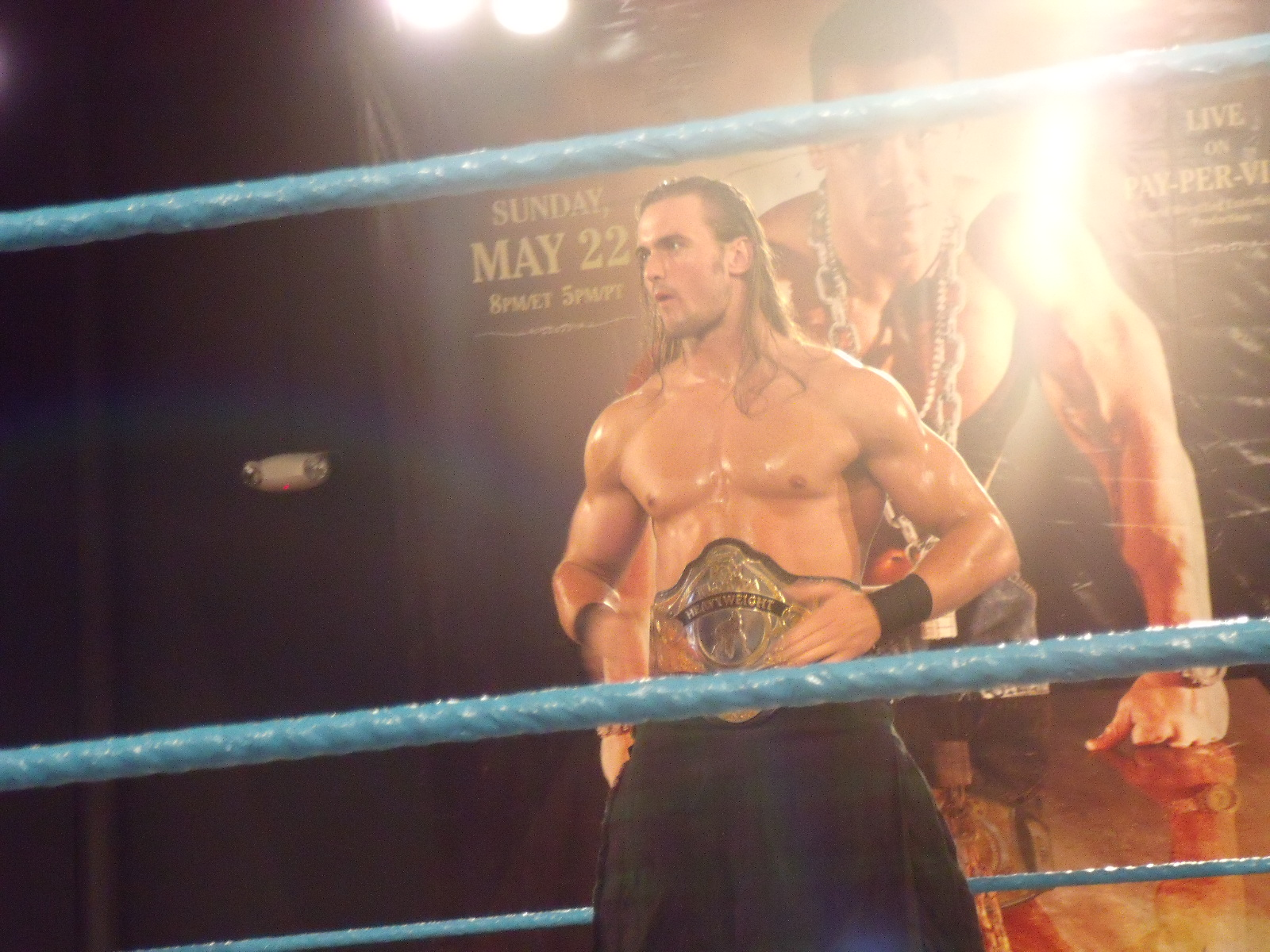
McIntyre cũng đấu tại Florida Championship Wrestling, và một lần giành FCW World Heavyweight Championship

  - BCW Heavyweight Championship (2 lần)
- CBS Sports
  - Đô vật của năm (2020)
- Danish Pro Wrestling
  - DPW Heavyweight Championship (1 lần)
- Evolve
  - Evolve Championship (1 lần)
  - Evolve Tag Team Championship (2 lần) – với Johnny Gargano (1) và Dustin (1)
  - Evolve Tag Team Championship Tournament (2016) – với Johnny Gargano
  - Open the Freedom Gate Championship (1 lần)
- Florida Championship Wrestling
  - FCW Florida Heavyweight Championship (1 lần)
  - FCW Florida Tag Team Championship (2 lần) – với Stu Sanders
- Insane Championship Wrestling
  - ICW World Heavyweight Championship (2 lần)
  - ICW Hall of Fame (2018)
  - ICW Award cho Khoảnh khắc của Năm – trở lại bất ngờ là "Shug's Hoose Party"
- Inside The Ropes Magazine
  - Xếp hạng No.1 trong top 50 đô vật trên thế giới theo ITR 50 năm 2020
- Irish Whip Wrestling
  - IWW International Heavyweight Championship (1 lần)
- Outback Championship Wrestling
  - OCW World Heavyweight Championship (1 lần)
- Preston City Wrestling
  - There Can Be Only One Gauntlet (2016)
- Pro Wrestling Illustrated
  - Most Improved Wrestler of the Year (2020)
  - Xếp thứ No.4 trong top 50 đô vật đấu đơn theo PWI 500 năm 2020
- Scottish Wrestling Alliance
  - Scottish Heavyweight Championship (2 lần)
- Sports Illustrated
  - Xếp hạng No.3 trong top 10 đô vật năm 2020
- Total Nonstop Action Wrestling
  - Impact Grand Championship (1 lần)
  - TNA World Heavyweight Championship (1 lần)
  - Feast or Fires (2016 – Hợp đồng World Heavyweight Championship)
  - Global Impact Tournament (2015) – với Team International (Magnus, The Great Muta, Tigre Uno, Bram, Rockstar Spud, Khoya, Sonjay Dutt, và Angelina Love)
  - TNA Joker's Wild (2016)
- Union of European Wrestling Alliances
  - European Heavyweight Championship (1 lần)
- What Culture Pro Wrestling
  - WCPW Championship (1 lần)
- WWE
  - WWE Championship (2 lần)
  - WWE Intercontinental Championship (1 lần)
  - NXT Championship (1 lần)
  - WWE Raw Tag Team Championship (2 lần) – với Cody Rhodes (1) và Dolph Ziggler (1)
  - Nhà vô địch Triple Crown thứ ba mươi đầu tiên
  - Thắng trận Royal Rumble nam (2020)
  - Raw's Gold Medal of Excellence (2018)
  - Bumpy Award cho Superstar of the Half-Year (2020)
  - Slammy Award (2 lần)
    - Đô vật của năm (2020)
    - Đô vật đấu đơn của năm (2020)